# 地域医療機能推進機構大阪みなと中央病院
地域医療機能推進機構大阪みなと中央病院（ちいきいりょうきのうすいしんきこうおおさかみなとちゅうおうびょういん）は、独立行政法人地域医療機能推進機構が大阪府大阪市港区磯路に設置する病院。通称JCHO大阪みなと中央病院（ジェイコーおおさかみなとちゅうおうびょういん）。
一般病床275床を備える。公益財団法人日本医療機能評価機構より3rdG:Ver.2.0（3回目、更新：2019年1月4日認定2023年10月19日認定有効期限）に認定されている。また、大阪府より肝炎専門専門医療機関に認定、一般社団法人日本がん治療認定医機構の認定研修施設に認定されている。

## 沿革
- 1949年 - 船員保険大阪診療所として開設
- 2014年 - 独立行政法人地域医療機能推進機構の運営となり、大阪船員保険病院から大阪みなと中央病院へ改称
- 2019年9月 - 港区築港から港区磯路へ新築移転
- 2020年10月 - 森ノ宮医療大学と相互連携協定を締結

## 診療科
- 内科
- 循環器内科
- 消化器内科
- 腎臓内科
- 内分泌・代謝内科
- 小児科
- 外科
- 整形外科
- 形成外科
- 脳神経外科
- 心臓血管外科
- 皮膚科
- 泌尿器科
- 眼科
- 耳鼻咽喉科
- 放射線科
- 歯科口腔外科
- 美容外科
- 腹部外科
- 肛門外科
- 精神科
- リウマチ科
- 消化器外科
- 乳腺外科
- 胃腸外科
- 婦人科
- 人工透析内科
- 神経内科
- リハビリテーション科
- 呼吸器内科
- 麻酔科
- 大腸外科
- 肝臓・胆のう・すい臓外科

## 医療機関の指定
(この節の出典)
- 保険医療機関
- 労災保険指定病院
- 生活保護法指定病院（中国残留邦人等の円滑な帰国の促進並びに永住帰国した中国残留邦人等及び特定配偶者の自立の支援に関する法律（平成六年法律第三十号）に基づく指定医療機関を含む。）
- 臨床研修病院
- 指定自立支援病院（更生医療）
- 指定自立支援病院（育成医療）
- 結核指定病院
- 原子爆弾被害者一般疾病医療取扱病院
- DPC対象病院
- 指定小児慢性特定疾病医療機関
- 身体障害者福祉法指定医の配置されている医療機関
- 公害医療機関
- 地域歯科診療支援病院
- 公益財団法人日本医療機能評価機構認定病院[1]
- 一般社団法人日本がん治療認定医機構の認定研修施設[3]
- このほか、各種法令による指定・認定病院であるとともに、各学会の認定施設でもある。

## 院内設備
- 院外処方箋FAXコーナー　港区薬剤師会による院外処方箋FAXコーナーが設置されている。無料で使用できる[5]。
- 1階に売店がある。

## 交通アクセス
- OsakaMetro中央線「弁天町駅」3番出口に直結[6]